# Камашу, Рафаэл
Рафаэл Эуклидеш Суареш Камашу (порт. Rafael Euclides Soares Camacho; родился 22 мая 2000, Лиссабон) — португальский футболист, вингер лиссабонского клуба «Спортинг».

## Клубная карьера
Родился в Лиссабоне в семье ангольского баскетболиста Эуклидеша Камашу. Начал карьеру в футбольной академии лиссабонского «Спортинга». С 2013 по 2016 год тренировался в футбольной академии «Манчестер Сити», но был отпущен клубом. В 2016 году провёл несколько месяцев в португальском клубе «Реал» из Келуша. В том же году прошёл просмотр в футбольной академии «Ливерпуля», после чего стал игроком «красных».
7 января 2019 года Камашу дебютировал за «Ливерпуль» в матче Кубка Англии против «Вулверхэмптон Уондерерс», выйдя в стартовом составе на позиции правого защитника. 19 января 2019 года дебютировал в Премьер-лиге, выйдя на замену Мохаммеду Салаху в добавленное время матча против «Кристал Пэлас».
В июне 2019 года Камашу отказался продлевать контракт с «Ливерпулем», после чего был продан в «Спортинг» за 5 млн фунтов стерлингов. Португалец подписал со «Спортингом» пятилетний контракт. 15 сентября 2019 года Рафаэл дебютировал за «Спортинг» в матче португальской Примейры против «Боавишты», заменив Гонсало Плату на 88-й минуте. 19 сентября 2019 года дебютировал в матче группового этапа Лиги Европы УЕФА против ПСВ.

## Карьера в сборной
Выступал за сборные Португалии до 16, до 17, до 18, до 19 и до 20 лет.